# Wieliszew
Wieliszew è un comune rurale polacco del distretto di Legionowo, nel voivodato della Masovia.
Ricopre una superficie di 108 km² e nel 2017 contava 13 573 abitanti.